# Armadillidium simoni
Armadillidium simoni är en kräftdjursart som beskrevs av Dollfus 1887. Armadillidium simoni ingår i släktet Armadillidium och familjen klotgråsuggor.

## Underarter
Arten delas in i följande underarter:
- A. s. pontremolense
- A. s. simoni